# Nghệ sĩ dương cầm (hồi ký)
Nghệ sĩ dương cầm (tiếng Anh: The Pianist) là một cuốn hồi ký của tác giả người Do Thái Wladyslaw Szpilman. Cuốn hồi ký kể về cuộc đời của tác giả là một nghệ sĩ dương cầm trong Chiến tranh Thế giới thứ 2, trong khu tập trung người Do Thái tại Warszawa, Ba Lan. Câu chuyện được bắt đầu từ năm 1939 đến 1945. Cuốn hồi ký đã vẽ lên cuộc sống khốn khổ trong trại tập trung và sự đàn áp của Đức Quốc xã. Cuốn hồi ký cũng kể về việc lẩn trốn phát xít Đức và việc được giúp đỡ bởi một sĩ quan quân đội Đức (Wilm Hosenfeld) của tác giả. Quan trọng hơn cả cuốn hồi ký đã nói lên tình yêu âm nhạc của tác giả trong hoàn cảnh mà mạng sống có thể mất bất cứ lúc nào.
Cuốn hồi ký gồm 18 chương.
Cuốn hồi ký đã được dựng thành phim Nghệ sĩ dương cầm và bộ phim này đã đạt giải tại Liên hoan phim Cannes năm 2002.